# جيورجيو مورودر
جيورجيو مورودر (بالإيطالية: Giorgio Moroder) (و. 1940  م) هو ملحن، ودي جي، وكاتب أغاني، ومنتج أسطوانات، ومؤلفو موسيقى تصويرية إيطالي، يستخدم آلات سنثسيزر.

## جوائز
حصل على جوائز منها:
- نيشان الاستحقاق للجمهورية الإيطالية من رتبة قائد (26 مايو 2005)
- جائزة بامبي (1987)
- جائزة بامبي (1984)
- جائزة غرامي لأفضل تسجيل رقص، عن عمل: Carry On (Donna Summer song) [الإنجليزية]‏
- جائزة الأوسكار لأفضل أغنية أصلية، عن عمل: Take My Breath Away [الإنجليزية]‏
- جائزة الأوسكار لأفضل أغنية أصلية، عن عمل: رقصة سريعة… يا له من شعور [الإنجليزية]‏
- جائزة الأوسكار لأفضل موسيقى تصويرية، عن عمل: قطار منتصف الليل.

## وصلات خارجية
- جيورجيو مورودر على موقع IMDb (الإنجليزية)
- جيورجيو مورودر على موقع الموسوعة البريطانية (الإنجليزية)
- جيورجيو مورودر على موقع مونزينجر (الألمانية)
- جيورجيو مورودر على موقع ألو سيني (الفرنسية)
- جيورجيو مورودر على موقع ميوزك برينز (الإنجليزية)
- جيورجيو مورودر على موقع رولينغ ستون (الإنجليزية)
- جيورجيو مورودر على موقع أول موفي (الإنجليزية)
- جيورجيو مورودر على موقع قاعدة بيانات برودواي على الإنترنت (الإنجليزية)
- جيورجيو مورودر على موقع قاعدة بيانات الأفلام السويدية (السويدية)
- جيورجيو مورودر على موقع إن إن دي بي (الإنجليزية)